# Nils Molander
Nils Edward Josef Molander (ur. 22 czerwca 1889 w Sztokholmie, zm. 30 stycznia 1974 tamże) – szwedzki hokeista i łyżwiarz szybki, dwukrotny olimpijczyk, mistrz i wicemistrz Europy.

## Życiorys
Z zawodu był tapicerem. W 1908 przeniósł się do Berlina, by dalej uczyć się tego zawodu. Tam zetknął się z hokejem i rozpoczął treningi. Był jednym z pionierów tej dyscypliny sportu w Szwecji, choć przez całą karierę występował w klubie Berliner Schlittschuh-Club (od 1911 do 1928) i w Królewcu.
Wystąpił na igrzyskach olimpijskich w 1920 w Antwerpii i pierwszych zimowych igrzyskach olimpijskich w 1924 w Chamonix. Na obu reprezentacja Szwecji zajęła czwarte miejsce.
Zdobył złoty medal mistrzostw Europy w 1923 i srebrny w 1922.
Wystąpił na mistrzostwach Europy w łyżwiarstwie szybkim w wieloboju w 1914 w Berlinie, lecz nie ukończył konkurencji.
W 2012 został wybrany do Galerii Sławy szwedzkiego hokeja na lodzie.